# Josiah C. Nott

Josiah Clark Nott

Josiah Clark Nott (* 31. März 1804 in Columbia, South Carolina; † 31. März 1873 in Mobile, Alabama) war ein US-amerikanischer Arzt und Rassentheoretiker.

## Leben
Josiah Nott wurde in South Carolina, als Sohn des Politikers und Richters Abraham Nott geboren. Er machte seinen Abschluss an der University of Pennsylvania in Medizin im Jahre 1827 und verbrachte einige Zeit in Paris. Er zog nach Mobile, Alabama im Jahre 1833 und begann zu praktizieren.
Nott gilt als der erste, der die Insekten mit dem Ausbruch von Malaria in Verbindung brachte, eine Krankheit, die in den Südstaaten ein enormes Problem darstellte.  1850 veröffentlichte er das Werk Yellow Fever Contrasted with Bilious Fever und attackierte die bestehende Miasma Theorie. Nott verlor im September 1853 vier seiner Söhne durch Malaria.
Nott war durch die Rassentheorien Samuel George Mortons (1799–1851) beeinflusst. Er sammelte hunderte verschiedener menschlicher Totenschädel aus aller Welt, um diese zu klassifizieren. Seiner Auffassung nach sprach ein größerer Schädel für eine höhere Intelligenz. Außerdem konnten seiner Meinung nach die gemeinsamen Rassen nicht einen gemeinsamen Ursprung haben – diese Theorie stammte von Morton.
George Gliddon (1809–1857) unterstützte ihn in dieser These. Beide glaubten zwar daran, dass Gott die Menschen geschaffen hätte, aber in verschiedenen Rassen. Zur Schöpfungsgeschichte der Bibel sah er darin keinen Widerspruch. Adam sei seiner Meinung nach ein Weißer gewesen und Gott hätte noch andere Rassen geschaffen.
Nott, der sich selbst neun Sklaven hielt, behauptete, dass „der Neger seine größte Perfektion, ethisch und körperlich durch die Sklaverei erreiche“ („the negro achieves his greatest perfection, physical and moral, and also greatest longevity, in a state of slavery“).
1856 engagierte  Nott Henry Hotze, um Arthur de Gobineaus rassentheoretische Schrift Essai sur l’inégalité des races humaines (1853–1855) zu übersetzen. Hotzes Übersetzung trug den Titel: The Moral and Intellectual Diversity of Races.
Charles Darwin lehnte Nott und Gliddons kreationistische und polygenistische (unabhängig voneinander nicht verwandte, geschaffene Rassen) Theorie ab. Der Mensch habe einen gemeinsamen Ursprung und die verschiedenen Rassen seien auf einen Stamm zurückzuführen.
Während des Bürgerkrieges diente er als Stabsarzt in der Armee der Konföderierten und verlor beide Söhne im Krieg.  Er starb 1873 und wurde auf dem Magnolia Cemetery in Mobile, Alabama beigesetzt.

## Werke
- Sketch of the Epidemic of Yellow Fever of 1847, in Mobile. In: The Charleston Medical Journal and Review. Bd. 3, Nr. 1, 1848, ISSN 1433-3570, S. 1–21.
- Yellow Fever Contrasted with Bilious Fever. Reasons for Believing It a Disease Sui Generis. Its Mode of Propagation. Remote Cause. Probable Insect or Animalcular Origin. In: The New Orleans Medical and Surgical Journal. Bd. 4, 1848, ISSN 0097-1790, S. 563–601.
- Two Lectures on the Connection between the Biblical and Physical History of Man. Delivered by Invitation, from the Chair of Political Economy, Etc. of the Louisiana University in December, 1848. Bartlett & Welford, New York NY 1849.
- An Essay on the Natural History of Mankind. Viewed in Connection with Negro Slavery. Delivered Before the Southern Rights Association, 14 December 1850. Dade, Thompson, Mobile AL 1851.
- mit George R. Gliddon: Types of Mankind, or ethnological Researches based upon the ancient Monuments, Paintings, Sculptures, and Crania of races and upon their natural geographical philological and biblical History. Illustrated by Selection from the inedited Papers of Samuel George Morton and by additional Contributions from L. Agassiz, W. Usher, H. F. Patterson. J. B. Lippincott, Philadelphia PA 1854.
- Beiträge in: Indigenous Races of the Earth, or, New Chapters of ethnological Inquiry. Including Monographs on special Departments of Philology, Icongraphy, Cranioscopy, Palaeontology, Pathology, Archaeology, Comparative Geography, and Natural History. Contributed by Alfred Maury, Francis Pulszky, and J. Aitken Meigs. With Communications from Jos. Leidy and L. Agassiz. Presenting fresh Investigations, Documents, and Materials by J. C. Nott and Geo. R. Gliddon. J. B. Lippincott, Philadelphia PA 1857.